# Чавес, Хуан
Хуан Чавес (исп. Juan Chavez; 1966, Сьюдад-Хуарес, штат Чиуауа, Мексика — 9 сентября 1999, тюрьма «Folsom State Prison», штат Калифорния, США) — мексиканский серийный убийца, который в период с июля 1986 года по июль 1990 года совершил как минимум 6 убийств мужчин на территории города Лос-Анджелес в штате Калифорния. Все жертвы являлись гомосексуалами. После ареста Чавез заявил, что совершил убийства на почве гомофобии и трансфобии. 21 июня 1999 года он был приговорен к нескольким срокам пожизненного лишения свободы без права на условно-досрочное освобождение.

## Биография
О ранних годах жизни Хуана Чавеса известно мало. Известно что Хуан родился в 1966 году на территории города Сьюдад-Хуарес (штат Чиуауа, Мексика). Оба его родителя вели маргинальный образ жизни, увлекались алкогольными напитками и испытывали материальные трудности, благодаря чему бросили Чавеса в раннем детстве, после чего он вместе со сводным братом некоторое время воспитывался бабушкой. Семья проживала в районе, где проживали в основном представители маргинального слоя общества, ведущие криминальный образ жизни. Бабушка Хуана Чавеса придерживалась авторитарного стиля воспитания внуков, благодаря чему часто подвергала мальчиков физическим нападкам, вследствие чего Хуан и его сводный брат росли в социально-неблагополучной обстановке. В 1973 году братья сбежали из дома и последующие несколько лет вели бродяжнический образ жизни. В 1980-м году им удалось пересечь государственную границу между США и Мексикой, после чего они оказались на территории штата Техас, где они на нелегальном положении прожили несколько лет, после чего покинули территорию штата Техас и переехали в Лос-Анджелес (штат Калифорния). В этот период Хуан встретил девушку, на которой женился. В браке родилось двое детей, однако из-за отсутствия образования Хуан вынужден был заниматься низкоквалифицированным трудом. Семья Чавеса испытывала материальные трудности и проблемы с жильем. В этот период Чавес сменил несколько мест жительства и сменил ряд профессий, от профессии посудомойщика до профессии машиниста утюга в прачечной, периодически совершая мелкие кражи.

## Серия убийств
Серия убийств началась в июле 1986 года. Первой жертвой Чавеса стал 46-летний Альфред Роусвелл. 17 июля 1986 года, Чавез оказался в районе Лос-Анджелеса, который пользовался большой популярностью среди гомосексуалов и иных представителей ЛГБТ-сообщества из-за наличия в квартале множества гей-баров и других подобных этим заведений, где процветала гомопроституция. Будучи гомосексуалом, 46-летний Альфред Роусвелл познакомился с Хуаном Чавесом и предложил ему 50 долларов в обмен на предоставление сексуальных услуг, на что Хуан ответил согласием. Роусвелл привез Чавеса в свою квартиру, расположенную недалеко от парка «Лафайет-парк», чтобы заняться сексом, но после того как они оказались там, Хуан Чавес совершил на Роусвелла нападение. Угрожая ножом, Чавес заставил жертву лечь на кровать, после чего он связал и задушил его. После совершения убийства Чавес забрал из квартиры деньги, вещи, представляющие материальную ценность и автомобиль, который впоследствии был обнаружен полицией на территории штата Юта. В ходе расследования полицией были обнаружены отпечатки пальцев в салоне и на окнах автомобиля. Однако результаты криминалистическо-дактилоскопической экспертизы не позволили установить личность преступника.
С конца 1986 года по 1989 год Чавес не подвергался арестам. Следующее убийство Хуан Чавес совершил в сентябре 1989 года. Чавеса подобрал 57-летний модельер Рубен Панис, который был успешным и довольно известным модельером в городе. Он работал и сотрудничал с такими актрисами как Жа Жа Габор, Ронда Флеминг и женой мэра Лос-Анджелеса Тома Брэдли. Панис привез Чавеса в свой дом, расположенный в одном из фешенебельных кварталов города, где Чавес также совершил на него нападение, в ходе которого связал и задушил Паниса. После совершения убийства преступник угнал два автомобиля, принадлежащих Рубену Панису — Mercedes-Benz R107/C107 1977 года и Honda Civic 1988 года выпуска. Через несколько дней, Чавес познакомился с гомосексуалом — 48-летним Дональдом Климаном, который приняв Чавеса за гомопроститутку предложил ему секс в обмен за материальное вознаграждение. Действуя по той же схеме, Чавес оказался в доме Климана, где совершил на него нападение и задушил его. В октябре того же года Чавес на одной из улиц Западного Голливуда познакомился с 46-летним гомосексуалом по имени Майкл Кейтс, который в ходе знакомства предложил Чавесу отвести его к себе домой. Оказавшись в доме, Чавес задушил Кейса, после чего забрал из дома деньги и вещи, представляющие материальную ценность. Очередное убийство Чавес совершил в ноябре 1989 года. Его жертвой стал 52-летний учитель начальной школы Лео Хильдебранд, который пригласил Чавеса в свой дом, расположенный в районе Лос-Анджелеса под названием Алхамбра, где в ходе совместного распития спиртных напитков Чавес также как и в предыдущих случаях совершил на него нападение, в ходе которого избил и задушил его. В 1991 году Хуан Чавес был арестован на территории города Мерсед (штат Калифорния), по обвинению в совершении похищения человека с целью получения выкупа. В ходе судебного процесса, в 1992 году его вина была доказана в суде, после чего суд назначил ему уголовное наказание в виде пожизненного лишения свободы, после чего он был этапирован для отбытия наказания в тюрьму «Folsom State Prison».

## Разоблачение
Первоначально полиция в ходе расследования не считала убийства связанными, поскольку тела жертв были обнаружены в разных местах округа Лос-Анджелес. Следствие располагало списком из более чем 40 подозреваемых. Следствие сосредоточилось на Чавесе, когда он был опознан на фотоснимке, сделанном камерой банкомата, когда он использовал банковскую карту своей первой жертвы. В 1994 году на основании результатов криминалистическо-дактилоскопической экспертизы, проведенной в отношении осужденного на территории штата Вашингтон, была установлена личность человека, чьи отпечатки пальцев были обнаружены в салоне автомобиля Альфреда Роусвелла. В ходе допроса, мужчина заявил, что угнанный автомобиль появился в его распоряжении после того, как автомобиль передал ему Хуан Чавес, с которым он состоял в дружеских отношениях, вследствие чего Чавес 14 декабря того же года был подвергнут допросу. В ходе допроса Чавес признался в совершении убийства Роусвелла, а также в совершении убийств Рубена Паниса, Дональда Климана, Майкла Кейтса и Лео Хильдебранда. В качестве мотива совершения убийств Хуан Чавес указал гомофобию. Он заявил, что в начале 1980-х узнал, что в Сан-Франциско и Нью-Йорке появились сообщения о том, что редкая форма рака, называемая «саркомой Капоши», поражает молодых мужчин, практикующих секс с мужчинами. После распространения Вич-инфекции на территории США в середине 1980-х, Чавес согласно его показаниям решил очистить штат Калифорнию от геев, потому что хотел положить конец вирусу, передающемуся половым путем. Он утверждал, что обычно встречался с жертвами, когда пытался купить наркотические средства на Вермонт-авеню между 6-й и 8-й улицами или а районах города, имевшими названия «Парк Эхо» и «Элизиан Парк». Все жертвы подбирали его на дороге, когда он шел на автобусную остановку и предлагали ему 50 долларов в обмен за сексуальные услуги. В четырех из пяти случаев Чавес похитил у жертв банковские карты и под угрозой оружия вынудил их сообщить ему пароли и идентификационные номера от карт. Чавес подтвердил, что после совершения убийств кроме банковских карт, похищал у своих жертв деньги, драгоценности и другие вещи, представляющие материальные ценности и признал, что по крайней мере, в двух случаях он угонял автомобили жертв.

## Суд
В декабре 1994 года Чавесу было предъявлено обвинение по пяти пунктам обвинения в совершении убийства и пяти пунктах обвинения в совершении грабежа. В связи с различными обстоятельствами, судебный процесс над Чавесом открылся лишь в начале 1999 года. Адвокат Чавеса Ральф Кортни наставивал на том, Чавес дал признательные показания будучи под давлением следствия в связи с тем, что в совершении убийств на основании косвенных улик также подозревался его сводный брат. На этом основании адвокат Хуана подал ходатайство о том, чтобы признать показания своего подзащитного недействительными, однако его ходатайства были отклонены. Во время судебного процесса Чавес в конечном итоге заключил со следствием соглашение о признании вины. В обмен на отмену вынесения смертного приговора в отношения самого себя он признал себя виновным по всем пунктам обвинения, после чего 21 июня 1999 года он был приговорен к 5 пожизненным срокам лишения свободы без права на условно-досрочное освобождение.

## Смерть
9 сентября 1999 года Хуан Чавес был обнаружен повешенным в своей тюремной камере. В ходе расследования инцидент был признан самоубийством.
В 2000-х годах Департамент Полиции штата Калифорнии совместно с представителями ФБР с помощью результатов ДНК-экспертизы крови и слюны начал расследование различных уголовных дел, в которых личность преступника установить не удалось. В 2012 году на основании результатов ДНК-экспертизы было установлено что генотипический профиль Хуана Чавеса совпал с генотипическим профилем преступника, чьи образцы слюны были выделены с сигаретного окурка, который был обнаружен на месте убийства 60-летнего Линна Пенна, который был убит в июле 1990 года на территории округа Лос-Анджелеса. Таким образом была доказана причастность Хуана Чавеса как минимум к совершению еще одного убийства.